# Пахомово (Струго-Красненский район)
Пахомово — деревня в Струго-Красненском районе Псковской области России. Входит в состав сельского поселения «Новосельская волость».

## География
Находится на северо-востоке региона, в южной части района, в лесной местности около д. Моложане.
Уличная сеть не развита.

## История
Согласно Закону Псковской области от 28 февраля 2005 года деревня Пахомово вошла в состав образованного муниципального образования Новосельская волость.

## Население
| 2001 | 2002 | 2010 | 2011 |
| ---- | ---- | ---- | ---- |
| 7    | ↘2   | ↘0   | ↗6   |

## Инфраструктура
Личное подсобное хозяйство. Вывоз леса, деревообработка.

## Транспорт
Деревня доступна по автодороге 58К-566 «Княжицы — Новоселье» и по просёлочным дорогам.